# Ренато Дионизи
Ренато Дионизи (итал. Renato Dionisi; Наго-Торболе Италија 21. новембар 1947) бивши је италијански атлетски репрезентативац у скоку мотком, двоструки учесник Олимпијских игара.  два пута освајач медаља на првенствима европе у дворани и једном на отвореном. Био је члан АК Фијат из Торина. Такмичио у периоду од 1964. до 1978. године.

## Каријера
Дионизи је први Италијан који је мотком прескочио висину од 5 метара. Био је веома популаран спортиста и цењен од стране навијача дисциплине у којој се такмичио. Носио је четрдесет седам пута репрезентативни дрес, а у периоду између 1967. и 1978. године освајач десет  титула италијанског првака у скоку мотком.
На међународним такмичењима у атлетици освојио је 5 медаља.,  На Олимпијским играма учествовао је два пута (1964, 1972)  и био је троструки учесник на Европским првенствима на отвореном (1966, 1969, 1971) освајач бронзани медаље на свом последњем 1971. На европским првенствима у дворан победио је 1973. у Ротердаму а  освојио бронзану  медаљу три године касније. Освајао је медаље на Медитеранским играма у два наврата (сребро и бронза) и био бронзани на Љетњој универзујади 1975.

## Међународна такмичења
Дисциплина: скок мотком
| Год.  | Такмичење                    | Место                   | Пласман | Резултат | Детаљи |
| 1964. | Олимпијске игре              | Токио, Јапан            | = 25.   | 4,20 м   |        |
| 1966. | Европско првенство           | Будимпешта, Мађарска    | 4.      | 4,80 м   | [ 3 ]  |
| 1967. | Медитеранске игре            | Тунис, Тунис            |         | 4,90 м   | [ 4 ]  |
| 1969. | Европско првенство           | Атина, Грчка            | БП      | БП       | [ 3 ]  |
| 1970  | European Cup                 | Стокхолм, Sweden        |         | 5,20 м   | [ 5 ]  |
| 1971. | Европско првенство           | Хелсинки, Финска        |         | 5,30 м   | [ 3 ]  |
| 1972. | Олимпијске игре              | Минхен, Западна Немачка | БП      | БП       |        |
| 1973. | Европско првенство у дворани | Ротердам, Холандија     |         | 5,40 м   |        |
| 1975. | Медитеранске игре            | Алжир, Алжир            |         | 5,10 м   | [ 4 ]  |
| 1975. | Универзијада                 | Рим, Италија            |         | 5,10 м   | [ 6 ]  |
| 1976. | Европско првенство у дворани | Минхен, Западна Немачка |         | 5,30 м   |        |

## Лични рекорди
| Дисциплина         | Резултат | Место    | Датум          |
| ------------------ | -------- | -------- | -------------- |
| Скок мотком (отв.) | 5,45 м   | Роверто  | 25. јун 1972.  |
| Скок мотком (зат.) | 5,40 м   | Ротердам | 10. март 1973. |